# Mohás Lívia
Mohás Lívia (Bogács, 1928. november 17. – 2024. április 20.) József Attila-díjas (2002) magyar író, pszichológus.

## Életpályája
Szülei: Mohás Sándor és Bussa Mária voltak. 1948-1952 között a Testnevelési Főiskola hallgatója volt. 1952-1969 között testnevelő és pszichológiatanár volt. 1965-1968 között az ELTE Bölcsészettudományi Kar pszichológia szakán tanult.
1969-1973 között a Tankönyvkiadó szerkesztője volt. 1973-1974 között a Művelődésügyi Minisztérium főelőadójaként dolgozott. 1974-1981 között a Magyar Tudományos Akadémia tudományos főmunkatársa volt. 1981-1983 között az Országos Pedagógiai Intézet tudományos főmunkatársa volt. 1983 óta szellemi szabadfoglalkozású.
Tagja a Magyar Írószövetségnek, a Magyar Írók Egyesületének, a Magyar Alkotóművészek Országos Szövetsége Írói Tagozatának, a C. G. Jung Komplex-pszichoterápiás Egyesületnek, a Magyar Pszichológiai Társaságnak, a Magyar Pszichológus Kamarának.

## Művei
- Peremvárosi diákok (1972)
- Mit tudsz önmagadról? (1975)
- Gimnazisták énképe önjellemzéseikben (pedagógiai tanulmány, 1978)
- Találkozás önmagunkkal (1979)
- Az oroszlános kert (regény, 1981)
- Zuhog, zuhog a hó (regény, 1983)
- Rókavadászat (regény, 1985)
- Ki tudja, mi a siker? (1986)
- Imre és Irén (regény, 1987)
- Kölykök a júdásfa alatt (regény, 1988)
- Álmodj, krokodil! (regény, 1990)
- Önismereti napló lányoknak (társszerző, Szemethy Orsolyával, 1990)
- Író olvasónapló (1995)
- Theodora (regény, 1995)
- A táncos, a politikus, a nő (1998)
- Jusztinianusz (regény, 2000)
- A váltakozó idő (2001)
- Kamasznapló (2001)
- Jessze fája (regény, 2003)
- Álomkönyv (2005)
- Ismerd meg önmagad! (2005)
- Ki vagy te? (2006)
- Ha kút mellett ülsz (2006)
- Csernus Imre–Mohás Lívia–Popper Péter: Egészséges egyén, beteg társadalom? A hamis illúziók biztonsága; Saxum–Affarone Kft., Bp., 2009 (Az élet dolgai)
- Nők a harmadik évezredben. És még néhányan a régiek közül; Saxum, Bp., 2009
- Beszélgetések nem csak szexről Lux Elvirával, Mohás Líviával és fiatalokkal; riporter Révai Gábor; Corvina, Bp., 2009
- Lux Elvira–Popper Péter–Mohás Lívia: Empátia. Az emberi kapcsolatok érzékenysége; Saxum, Bp., 2009 (Az élet dolgai)
- Elszakadás a szülői háztól. A megnyúlt köldökzsinór; többekkel; Saxum, Bp., 2011 (Az élet dolgai)
- Három kisregény (A dekatlonférfi; Irma; Prokopiosz); Argumentum, Bp., 2011
- Az agresszióról és a sikerkereső emberről; Saxum, Bp., 2012
- Hová, merre, lányok, fiúk? Értékrend fiataloknak; Saxum, Bp., 2014
- Arcképvázlat Szabó Magda rejtőzködő személyiségéhez; Nap, Bp., 2018 (Különleges könyvek)
- Kislányoknak a szerelemről; Guttenberg Pál Népfőiskola–Orpheusz, Szanda–Budapest, 2021

## Díjak, elismerések
- Nívódíj (1987)
- A "Széchenyi és korunk" Irodalmi Pályázat III. díja (1992)
- Szobotka Tibor-díj (1994)
- A Magyar Köztársasági Érdemrend kiskeresztje (1998)
- Az év könyve díj (A táncos, a politikus, a nő, 1998)
- József Attila-díj (2002)
- Napút-díj (2012)
- A Magyar Érdemrend tisztikeresztje (2013)